# 1685 w polityce

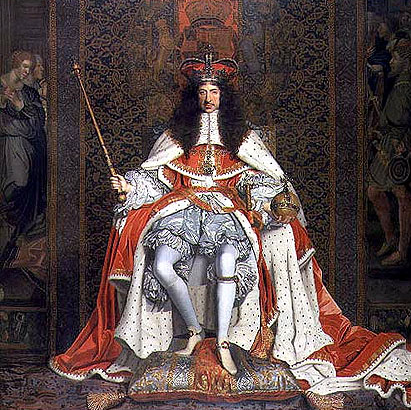
Karol II Stuart

Wydarzenia polityczne w 1685 roku.

## Urodzili się
- 4 września Jan Adolf II, książę Saksonii-Weißenfels[1].

## Zmarli
- 6 lutego Karol II Stuart, król Anglii[2].
- 16 maja Karol II Wittelsbach, elektor Palatynatu Reńskiego[3].
- 22 marca Go-Sai, cesarz Japonii[4].
- 4 listopada Albert Zygmunt Wittelsbach, biskup Freising i Ratyzbony[5].